# William F. Hamilton
Pour les articles homonymes, voir William Hamilton et Hamilton.
William Franklin Hamilton (né le 11 août 1883 à State Center Township et mort le 1er août 1955) est un athlète américain spécialiste du 100 mètres et du 200 mètres. 

## Palmarès
| Date | Compétition                   | Lieu    | Résultat | Épreuve |
| ---- | ----------------------------- | ------- | -------- | ------- |
| 1908 | Jeux olympiques d'été de 1908 | Londres | 1er      | Relais  |